# ۵ عقاب
۵ عقاب یک ستاره است که در صورت فلکی عقاب قرار دارد.